# Babel (roman)
Pour les articles homonymes, voir Babel.
Babel (titre original : Babel: Or the Necessity of Violence) est un roman de fantasy écrit par R. F. Kuang, paru en 2022 puis traduit en français et publié en 2023.
Babel se déroule dans un univers alternatif, dans l'Angleterre des années 1830, où l'économie britannique et son influence coloniale sont alimentées par l'utilisation de barres d'argent magiques. Leur pouvoir provient de la capture de ce qui est « perdu en traduction » entre des mots de différentes langues qui ont un sens similaire, mais pas identique. Les barres d'argent où sont gravées de telles « paires » peuvent aider à augmenter la productivité industrielle et agricole, améliorer la précision des armes, soigner des blessures, et plus encore. Pour créer et exploiter ce pouvoir, l'université d'Oxford a créé l'Institut Royal de Traduction, surnommé « Babel », où des universitaires travaillent à trouver de nouvelles paires.
Babel a obtenu le prix Nebula du meilleur roman 2022, le prix Locus du meilleur roman de fantasy 2023 et le prix Alex 2023.

## Résumé
L'intrigue se concentre autour de Robin Swift un orphelin de Chine, éduqué par son maître pour devenir traducteur du Mandarin à l'Anglais à Babel. L'inscription de Swift a lieu en même temps que trois autres nouveaux élèves de l'Institut, Ramy, Victoire et Letti, qui rapidement deviendront amis. L'intrigue suit ces jeunes universitaires et comment ils en viennent peu à peu à comprendre que leurs efforts académiques aident à maintenir en place la suprématie impérialiste britannique. Avec l'aide d'un mouvement de résistance surnommé la Société d'Hermes, le groupe d'amis vont débattre à propos des moyens pour empêcher une guerre de l'opium et l'utilisation de la violence.

## Personnages
- Robin Swift : originaire du Canton et adopté par le professeur Lowell, après la mort de sa mère. Décrit comme un lâche par son demi-frère Griffin, Robin se trouve tenaillé entre ses privilèges dans l'Institut de Babel, la culture britannique qui ne semble pas l'accepter et la résistance contre le système profondément injuste de Babel. Ses langues de spécialité sont le mandarin, le cantonais et l'anglais.
- Ramiz Rafi Mirza, dit Ramy : jeune étudiant à Babel au côté de Robin, originaire de Calcutta. Ramy est confiant et énergique, plein d'humour et d'intelligence. Victime de racisme et de discrimination, Ramy se façonne son identité face à la personne en face pour se faire au mieux accepter par la société britannique. Avec ses amis proches, il se montre plus honnête.
- Letitia Price, dit Letty : Fille d'un ancien général anglais, Letty est aussi une étudiante à Babel. Brillante, elle a un talent pour les langues qui n'est reconnu qu'après l'échec de son frère aux études à Oxford, qui est mort dans un accident. Malgré le fait qu'elle soit très proche de ses camarades, elle ne réalise pas de la discrimination des autres, victimes à cause de leur couleur de peau.
- Victoire Desgraves : une Haïtienne, élevée en France, sa langue experte est le français et le créole haïtien. L'intrigue a lieu peu après l'abolition de l'esclavage, mais les discriminations anti-noirs sont encore très présentes dans une époque de colonialisme. Elle vit à Oxford avec Letty dans une même chambre.

## Éditions
- Babel: Or the Necessity of Violence, HarperCollins, 23 août 2022, 544 p.  (ISBN 978-0-06-302142-6)
- Babel, De Saxus, 9 novembre 2023, trad. Michel Pagel, 768 p.  (ISBN 979-10-360-0143-7)

## Prix
| Année | Prix                                        | Résultat | Référence |
| ----- | ------------------------------------------- | -------- | --------- |
| 2023  | Prix Locus du meilleur roman de fantasy     | Gagnant  | [ 3 ]     |
| 2023  | Prix Alex                                   | Gagnant  | [ 4 ]     |
| 2023  | Prix du British Book Award pour la fiction  | Gagnant  | [ 5 ]     |
| 2022  | Prix Blackwell du meilleur livre de fiction | Gagnant  | [ 6 ]     |
| 2022  | Prix Nebula du meilleur roman               | Gagnant  | [ 7 ]     |

## Adaptation
Le roman sera possiblement adapté en film ou en série télévisé. La compagnie wiip a acheté les droits pour produire l'oeuvre à Temple Hill Entertainment.